# Shockwave (Transformer)
Shockwave – jedna z postaci uniwersum Transformers. Jest jednym z najpotężniejszych Decepticonów. W niektórych wersjach całej historii rywalizuje z Megatronem o przywództwo wśród nich.

## Transformers: Generacja 1

### Komiks
W wersji komiksowej Shockwave był jednym z wyższych oficerów Decepticonów. Czując, iż może on zagrozić jego pozycji dowódcy, Megatron odsunął go od udziału w ataku na statek kosmiczny Autobotów- Arka, dzięki czemu Shockwave nie był na jego pokładzie gdy obydwie walczące frakcje Transformerów rozbiły się na Ziemi. Natychmiast ruszył jednak by zniszczyć Autoboty, uśpione wraz z Decepticonami, w rozbitym statku. Jednak podczas wejścia ziemską atmosferę promieniowanie spowodowało, że wylądował zupełnie gdzie indziej, niż zamierzał, na zaginionym lądzie koło Antarktydy, gdzie wciąż żyły dinozaury. Komputer pokładowy statku Autobotów wykrył jednak jego obecność i wysłał przeciw niemu 5 przebudowanych robotów, które odtąd mogły przybierać postać Dinozaurów i stąd zwane były Dinobotami. Stoczyły one walkę z Shockwavem, która zakończyła się pogrzebaniem zarówno Decepticona jak i Autobotów pod zwałami skał. Tak jak inne Transformery pozostawali oni uśpieni przez 4 miliony lat. Po tym okresie Shockwave został aktywowany przez sondę wysłaną przez Ratcheta, by zbadać co się stało z zaginionymi robotami. Przebudzony Shockwave zdołał pokonać wszystkie Autoboty, zaskakując je, gdy świętowały one zwycięstwo nad Decepticonami dowodzonymi przez Megatrona. Autoboty zostały dezaktywowane i stały się więźniami. Shockwave zmusił uszkodzonego Megatrona do zaakceptowania go jako nowego dowódcy Decepticonów. Jednocześnie rozpoczął wcielanie w życie swego plany podboju Ziemi. W tym celu zajął platformę wiertniczą i zakłady kosmiczne należące do przemysłowca G. B. Blackrocka. Platforma miała dostarczać Decepticonom paliwo, w zakładach zaś miały być budowane nowe Decepticony. Do ich ożywienia Shockwave zmierzał użyć Matrycy Stworzenia- legendarnego źródła życia Transformerów. Matryca ta była w posiadaniu dowódcy Autobotów - Optimusa Prime'a, który został wybrany na jej strażnika. Dlatego Shockwave pozwolił Optimusowi żyć, jednakże jego głowa została oddzielona od reszty ciała. Optimus zdołał jednak pokrzyżować plany Shockwave'a przekazując Matrycę człowiekowi Busterowi Witwickiemu. Jednocześnie Megatron chciał odzyskać dowództwo nad Decepticonami, próbując zniszczyć Shockwave'a.Jednak przegrał pojedynek z nim i upokorzony musiał złożyć Shockwavowi przysięgę. Plany Shockwave'a rychło zaczęły się załamywać. Najpierw Megatron pilnujący wyłączonych Autobotów został niespodziewanie pokonany przez Ratcheta, który uprzednio uniknął losu swych towarzyszy. Autoboty zostały uwolnione. Rychło potem Decepticony zorientowały się, że Optimus Prime nie ma już w sobie Matrycy Stworzenia. Stało się to, gdy nie ożywił on nowo zaprojektowanego Decepticona - Jetfire'a. Shockwave odkrył jednak komu Optimus przekazał Matrycę i wysłał jeszcze nie-żywego ale zdolnego do działania Jetfire'a, by porwać Bustera. Jednak Autoboty znały plany Decepticonów dzięki podsłuchowi i wysłały Bumblebee'iego i Blustreaka, by chronić chłopca. Jednak Autoboty były bezsilne wobec siły Jetfire'a. Dopiero Busterowi udało się go powstrzymać przejmując nad nim kontrolę, dzięki sile Matrycy. Podczas, gdy Autoboty ruszyły ratować Optimusa Prime'a, Buster leciał Jetfirem by ich wspomóc. Stracił jednak przytomność podczas manewrów powietrznych Transformera i w rezultacie został schwytany przez Shockwave'a. Ten uprzednio odkrył już podsłuch i wiedząc, że Autoboty go słyszą zastawił na nich pułapkę. Zapowiedział, iż głowa Optimusa zostanie wrzucona do bagna. Gdy Autoboty zjawiły się tam i wyłowiły głowę swego dowódcy łącząc ja z ciałem, okazało się, że głowa ta jest fałszywa. Ciało Optimusa znalazło się pod kontrolą Decepticonów i wraz z nimi uderzyło na zaskoczone Autoboty. Gdy wydawało się, że wszystko stracone, w bazie Decepticonów Buster ponownie przejął kontrolę nad Jetfirem i kazał mu zaatakować Shockwave'a. Gdy Jetfire wykonał to polecenie i ogłuszył Decepticona, Buster polecił mu zanieść prawdziwą głowę Optimusa na miejsce walki. Chwilę później Optimus połączony został wreszcie ze swym ciałem i bez większego trudu pokonał Decepticony, ratując w ostatnim momencie swych podkomendnych od zagłady. Tymczasem jednak z kolei Shockwave ruszył na pomoc swoim żołnierzom stając oko w oko z Optimusem. Autobot jednak okazał się lepszy i pokonał Shockwave'a wrzucając go do bagna.Jednak Optimus nie skorzystał z okazji do całkowitego zniszczenia wroga, ponieważ wrócił, by ratować Bustera o którego los się obawiał. Buster był już jednak bezpieczny i mógł oddać Optimusowi Matrycę Stworzenia.
Charakteryzując Shockwave'a można powiedzieć, że ze wszystkich Transformerów jest mu najbliżej do maszyny niż do żywej istoty. W swych działaniach kieruje się on jedynie matematycznie pojmowaną logiką. Często przed podjęciem decyzji określa procentowy stopień prawdopodobieństwa nastąpienia jakiegoś zdarzenia. Czyni tak nawet podczas walki. Sprawia to, że wydaje się on być pozbawiony wszelkich emocji. Jednakże jest, tak samo jak inne Decepticony, bezwzględny w dążeniu do osiągnięcia swych celów, a brak emocji czyni jego postać może nawet straszniejszą i bardziej złowrogą. To wrażenie potęguje jeszcze fakt, iż Shockwave, w odróżnieniu od reszty Transformerów, nie ma właściwie twarzy. Posiada jedynie jedno oko na środku głowy, jest ono jednak pozbawione źrenicy, co czyni postać Shockwave'a jeszcze bardziej zimną i bezuczuciową. 
Jakkolwiek Shockwave nie ulega emocjom, co jest słabością pozostałych Decepticonów, to jednak jego niewolnicze wręcz przywiązanie do logiki czyni jego działania mało elastycznymi. Trudno mu też czasem sprawnie reagować na działania Autobotów, często kierujących się nie logiką, lecz uczuciami np. troską o żywe istoty. 
Ponieważ Shockwave nie był na statku Autobotów - Arce gdy ta rozbiła się na Ziemi, lecz pozostawał pogrzebany na lądzie niedaleko Antarktydy, nie został, jak inne Transformery, wyposażony przez komputer Arki, w możliwość transformowania się w postać ziemskich pojazdów lub urządzeń. Nadal wiec transformuje się w postać ogromnego działa o potężnej sile rażenia.

### Serial animowany
W serialu postać Shockwave'a jakkolwiek również istotna, różniła się od wersji komiksowej. Przede wszystkim pozostawał on lojalny wobec Megatrona, który wyruszając na wyprawę zakończoną rozbiciem się na Ziemi, powierzył Shockwave'owi dowodzenie Decepticonami na Cybertronie. Shockwave wiernie pełnił tę funkcję zarówno, gdy los Megatrona był nieznany, jak i gdy udało się po 4 milionach lat nawiązać z nim kontakt.
W filmie The Transformers: The Movie Shockwave również pozostał na Cybertronie, nie uczestnicząc w ataku na transportowiec Autobotów, ani na Autobot City. Jednak z powodu błędów animacji można w pewnej chwili dostrzec go wśród Decepticonów latających nad miastem (podobnie jak Ironhide'a, który zginął kilkanaście minut wcześniej z ręki Megatrona). Gdy pod koniec filmu Unicron atakuje Cybertron, Shockwave wzywa Decepticony do ataku. To ostatni raz, kiedy pojawia się na ekranie - prawdopodobnie zginął.